# Mount Dundas
Mount Dundas är ett berg i Australien. Det ligger i regionen West Coast och delstaten Tasmanien, i den sydöstra delen av landet, omkring 190 kilometer nordväst om delstatshuvudstaden Hobart. Toppen på Mount Dundas är 1 111 meter över havet, eller 334 meter över den omgivande terrängen. Bredden vid basen är 4,2 km.
Trakten runt Mount Dundas är nära nog obefolkad, med mindre än två invånare per kvadratkilometer.. Närmaste större samhälle är Rosebery, omkring 14 kilometer nordost om Mount Dundas. 
I omgivningarna runt Mount Dundas växer i huvudsak städsegrön lövskog. Genomsnittlig årsnederbörd är 2 426 millimeter. Den regnigaste månaden är augusti, med i genomsnitt 307 mm nederbörd, och den torraste är februari, med 103 mm nederbörd.